# Macropneustidae
Famille
Les Macropneustidae sont une famille d'oursins de l'ordre des Spatangoida.

## Description et caractéristiques

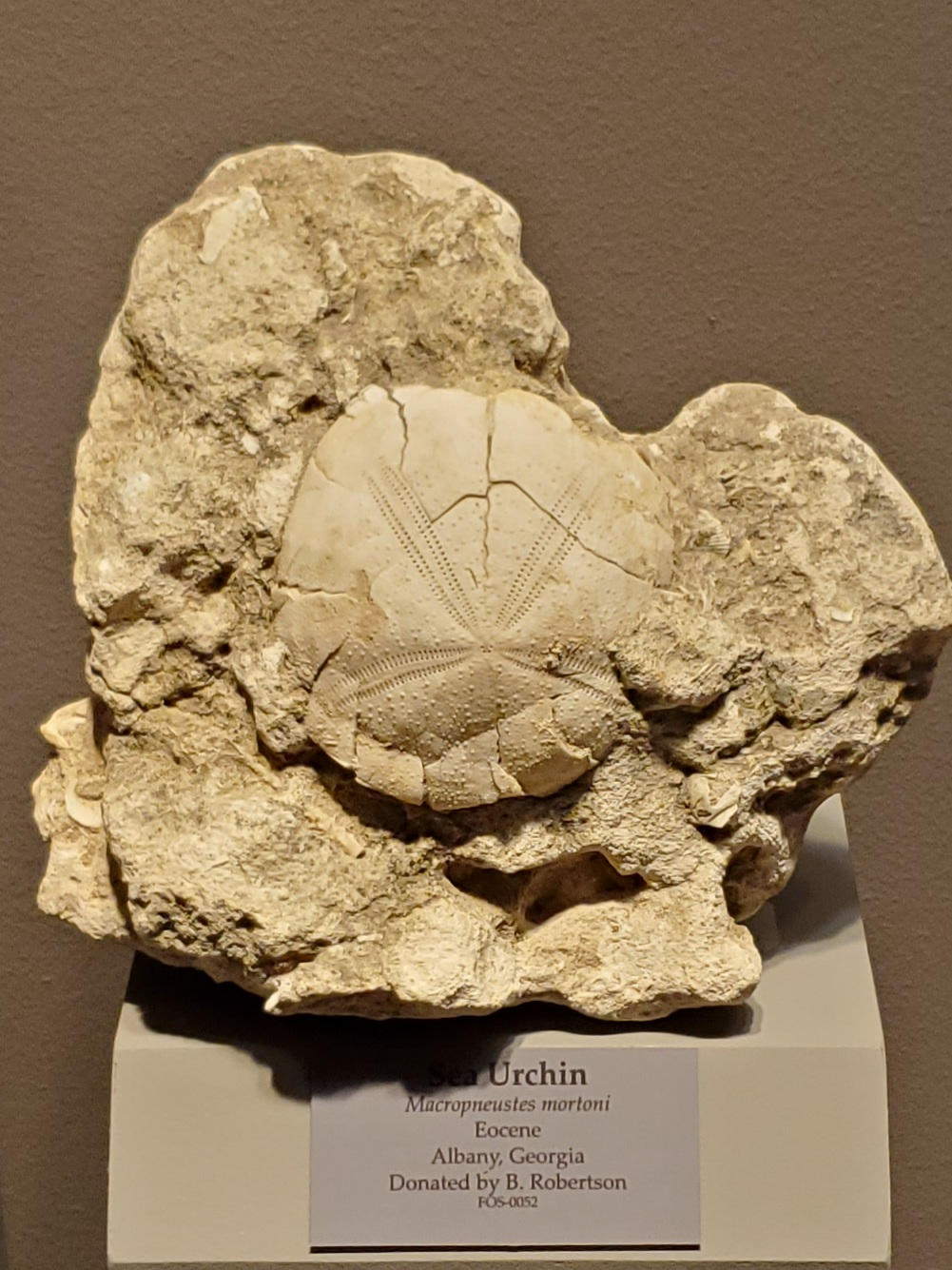
Fossile de Macropneustes mortoni.

Ce sont de petits oursins irréguliers en forme de cœur vu du dessus. Une large bouche filtreuse est située sur la face inférieure de l'animal, et l'anus en position terminale arrière.
Le disque apical est ethmolytique, avec une plaque madréporitique s'étendant jusque derrière les plaques oculaires.

Les pétales sont longs, parallèles, ouverts distalement.

La plaque labrale est allongée longitudinalement, s'étendant jusqu'à la 2e ou 3e plaque ambulacraire.

Les plaques sternales sont symétriques.

Les plaques épisternales sont quadrilatérale, ne se rétrécissant que peu vers l'arrière. Elles forment une paire sur la partie postérieure du plastron.

Un fasciole subanal est présent, traversant la face orale.

Un fasciole est aussi présent en fin de pétale, traversant les plaques ambulacraires antérieures.
Cette famille semble être apparue à l'Éocène. On n'en recense plus que quatre espèces vivantes.

## Liste des genres
Selon World Register of Marine Species (10 juin 2014) :
- genre Archaechinus Kier, 1957 †
- genre Argopatagus A. Agassiz, 1879
  - Argopatagus planus (A. Agassiz & H.L. Clark, 1907)
  - Argopatagus vitreus A. Agassiz, 1879
- genre Crucibrissus Lambert, 1920 †
- genre Hypsopatagus Pomel, 1883 †
- genre Macropneustes L. Agassiz, in Agassiz & Desor, 1847 †
- genre Phrissocystis A. Agassiz, 1898
  - Phrissocystis aculeata A. Agassiz, 1898
  - Phrissocystis multispina A. Agassiz & H.L. Clark, 1907